# 耶丁斯托沃足球俱樂部
耶丁斯托沃足球俱樂部（FK Jedinstvo Bijelo Polje）是黑山的一家足球俱樂部。主場位於比耶洛波列。球隊參加黑山足球乙級聯賽賽事。

## 外部連結
- official site （英文）